# Hohenbodmaner Linde
Die Hohenbodmaner Linde, auch tausendjährige Linde genannt, steht in der Ortsmitte von Hohenbodman, einem Ortsteil von Owingen im Bodenseekreis in Baden-Württemberg.

## Beschreibung
Die Sommerlinde (Tilia platyphyllos) ist nach verschiedenen Schätzungen 400 bis 1000 Jahre alt und seit dem 25. Juli 1939 durch den Landkreis Überlingen auf der Liste der Naturdenkmäler aufgeführt. Der Baum ist ungefähr elf Meter hoch und hat einen Stammumfang von zehn Metern, er ist damit einer der umfangstärksten Bäume in Deutschland. Das „Deutsche Baumarchiv“ zählt die Linde zu den „National Bedeutsamen Bäumen (NBB)“, wichtigstes Auswahlkriterium hierfür ist der Stammumfang in einem Meter Höhe. Die Deutsche Dendrologische Gesellschaft (DDG) führt die Linde als „Championtree“; ausgewählt wird von der DDG dazu der jeweils dickste Baum der Art im Bundesland. Über den Zustand der Linde, die sich im Eigentum der Gemeinde befindet, wurden in den Jahren 1982, 2001, 2004 und 2010 Gutachten erstellt. Pflegemaßnahmen fanden in den Jahren 1983, 1994 und 2010 statt.

## Lage
Der Ort Hohenbodman mit etwa 230 Einwohnern befindet sich nordöstlich des Bodenseeufers bei Überlingen und etwa 280 Meter über Seehöhe. Die Linde steht auf etwa 670 m ü. NN an einem kleinen Straßenabzweig der Lindenstraße neben dem Feuerwehrhaus inmitten einer etwas erhöhten, ungefähr dreieckigen und grasbewachsenen Straßeninsel. Diese ist von einem etwa 40 Zentimeter hohen Sockel aus Natursteinen umsäumt, die angrenzenden Straßenflächen sind auf zwei Seiten asphaltiert, auf den beiden anderen ersetzen gelochte Betonsteine eine frühere Teerdecke.

## Geschichte

### Frühe Geschichte
Der mündlichen Überlieferung zufolge wurde die Linde von den Herren von Bodman, Reichsministeriale der Hohenstaufen und des Bischofs von Konstanz, gepflanzt. Die Herren von Bodman waren bis 1282 am Ort ansässig und werden mit der Linde in Verbindung gebracht, weil ihr Wappen drei Lindenblätter enthielt. Im Jahre 1859 berichteten die  Jahreshefte des Vereins für Vaterländische Naturkunde in Württemberg: „Das wenig höher als die Warte gelegene kleine Dorf Hohenbodmann ruht auf dem Diluvium und auf diesem beim Dorfe steht eine alte hohle Linde von 10′ Diameter.“ In seinem Buch Bemerkenswerte Bäume im Grossherzogtum Baden schrieb der deutsche Botaniker und Biologe Ludwig Klein im Jahre 1908:

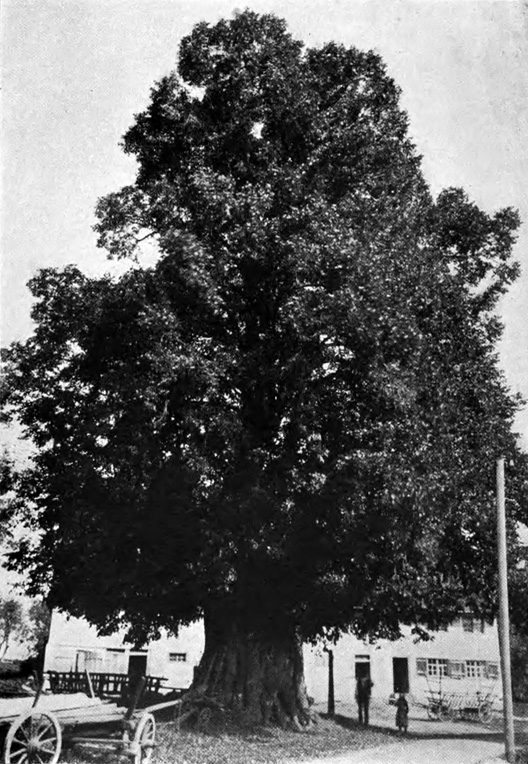
Linde um 1904 von Ludwig Klein

„Die stärkste Linde Badens und zugleich Badens stärkster Baum überhaupt ist die große Sommerlinde am Eingang des Dorfes Hohenbodman, 2½ Stunden landeinwärts von Überlingen (Eichrodt) (Abb. S. 181). Der uralte, aus der Ferne ungemein stattlich und völlig gesund aussehende Baum hat eine Höhe von ca. 26 m und einen Stammumfang von 9,40 m! In der Höhe von ungefähr 3 m über dem Boden gabelt sich der Stamm in drei sehr starke Äste. Der Stamm ist hohl, und zwar gründlich, mit großem Spalt auf der Nordseite; die solide Schale des Stammes (Holz und Rinde) ist durchschnittlich nicht dicker als 25 cm. Die erforderliche Standfestigkeit, mit welcher der freistehende, seit Jahrhunderten hohle Baum so vielen und gewiß wiederholt auch außergewöhnlichen Stürmen aufs erfolgreichste getrotzt hat, verdankt der Stamm wohl dem Umstande, daß in die geräumige Stammhöhle mächtige Luftwurzeln hereinwachsen, eine bei alten, hohlen Linden gar nicht seltene Erscheinung. An den Überwallungsrändern ehemaliger Stammrisse und anderer ‚durchgreifender‘ Verletzungen des hohlen Stammes, wie solche hier mehrfach zu sehen sind, bilden sich Adventivwurzeln, die durch den mit Mulm erfüllten Hohlraum allmählich in den Boden wachsen, mit der Zeit mehr und mehr erstarken und schließlich teilweise miteinander sowie mit dem Stamme selbst verwachsen. Die stärkste dieser Luftwurzeln hat über 1 m Durchmesser, eine zweite etwa 40 cm!“

Der Botaniker Friedrich Oltmanns schrieb im Jahr 1922 in Das Pflanzenleben des Schwarzwaldes: „Der 26 m hohe Baum hat einen für unsere Verhältnisse unerhörten Stammumfang von 9,4 m.“ H. von Bronsart schrieb 1924 in Die heimische Pflanzenwelt: „So steht bei Hohenbodman am Bodensee eine Linde mit 9,5 Meter Stammumfang, der stärkste Baum von ganz Baden.“ Im Jahr 1938 verband man die unteren Äste mit starken Eisenbändern, sogenannten Schlaudern, damit die große Krone nicht auseinanderbrach. Die Linde wurde am 25. Juli 1939 nach dem Reichsnaturschutzgesetz (RNG) mit der Verordnung zur Sicherung von Naturdenkmalen im Landkreis Überlingen zum Naturdenkmal erklärt. In der Literatur wird als Jahr der Unterschutzstellung auch 1936 genannt.

### Bauarbeiten bei der Linde und Sanierungen

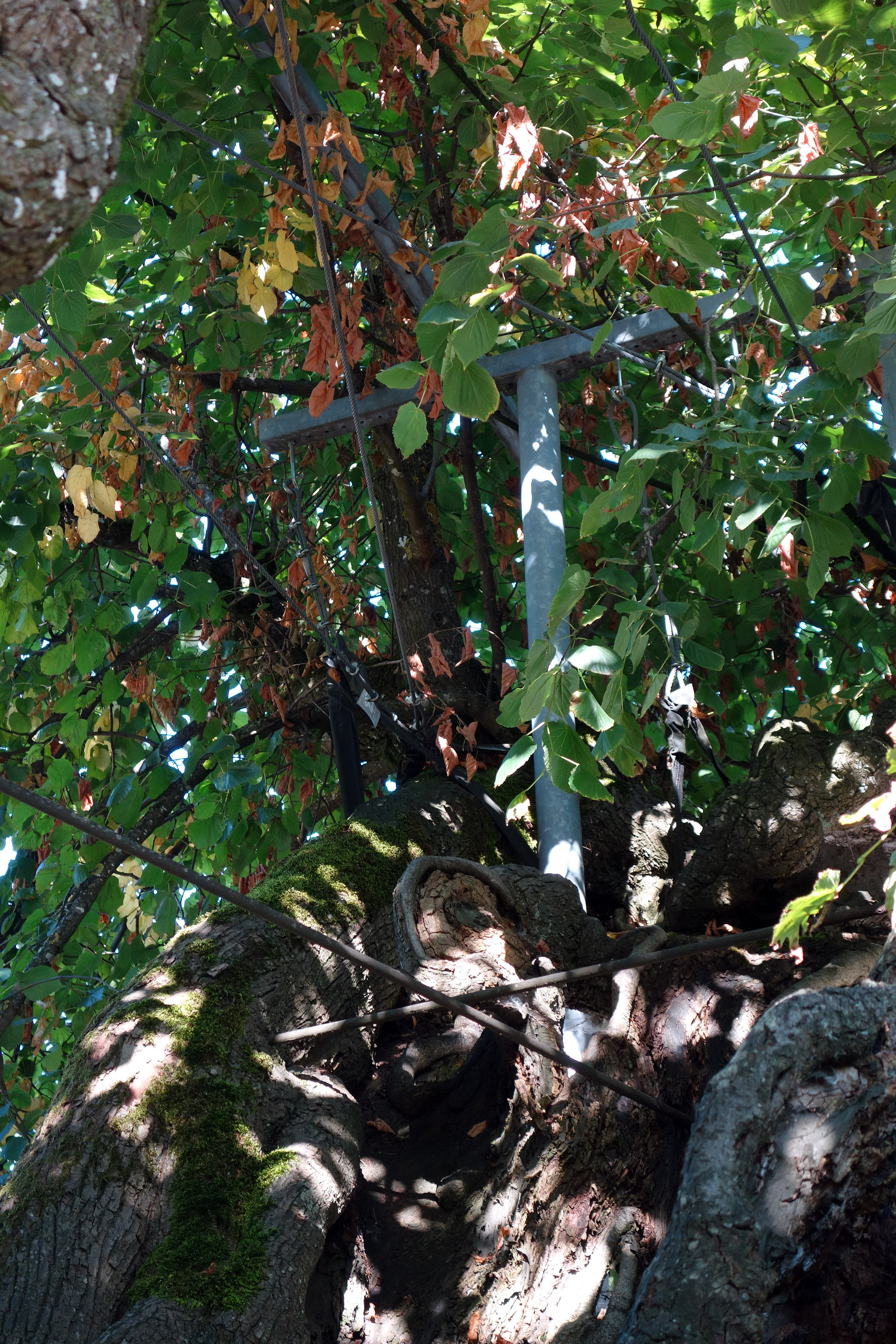
Teile der Kronensicherung mit Hängekonstruktion

Beim Ausheben eines eineinhalb Meter tiefen Grabens für eine Trinkwasserleitung etwa zwei Meter neben dem Fuß der Linde wurde im Jahr 1964 ihr Wurzelwerk beschädigt. Mit der Eingemeindung von Hohenbodman im Zuge der Gebietsreform in Baden-Württemberg zum 1. Januar 1972 nach Owingen wurde die Untere Naturschutzbehörde des Bodenseekreises für die Linde verantwortlich. Im Jahr 1975 wurde ein weiterer, zwei Meter tiefer Graben für die Abwasserentsorgung etwa zehn Meter neben dem Stamm gezogen. Wiederum wurde das Wurzelwerk beschädigt und die Vitalität der Linde ließ daraufhin binnen weniger Jahre stark nach. Im Herbst 1982 erstellte die Baumpflegefirma Michael Maurer ein Baumgutachten, das in der Hauptsache diese Baumaßnahmen der Jahre 1964 und 1975 in der nahen Umgebung des Baumes für den starken Vitalitätsabbau der Linde verantwortlich machte. Der Wurzelverlust war nach Angaben des Baumexperten „ganz erheblich und umfangreich“. In Anbetracht der Ausladung der Äste schätzte der Gutachter, dass 35 bis 40 Prozent der Gesamtwurzelmasse bei den beiden Bauarbeiten zerstört oder beschädigt worden waren. Die Standfestigkeit der Linde hatte dadurch zwar nicht gelitten, jedoch war ein erheblicher Teil ihrer Wurzeln zerstört worden. Das Gutachten bewertete die Linde wegen ihrer Einmaligkeit als „unbedingt erhaltenswert“ und trotz ihres schlechten Zustandes als „erhaltungsfähig“. Im Jahr 1983 fanden für 20.000 Deutsche Mark Sanierungsarbeiten an der Linde statt. Dabei kürzte man die einstmals 30 Meter hohe Krone um 30 Prozent ein, um dem Baum eine Überlebenschance zu geben. Nach der Sanierung wurde ihr noch eine Lebenserwartung von 30 bis 50 Jahren attestiert.

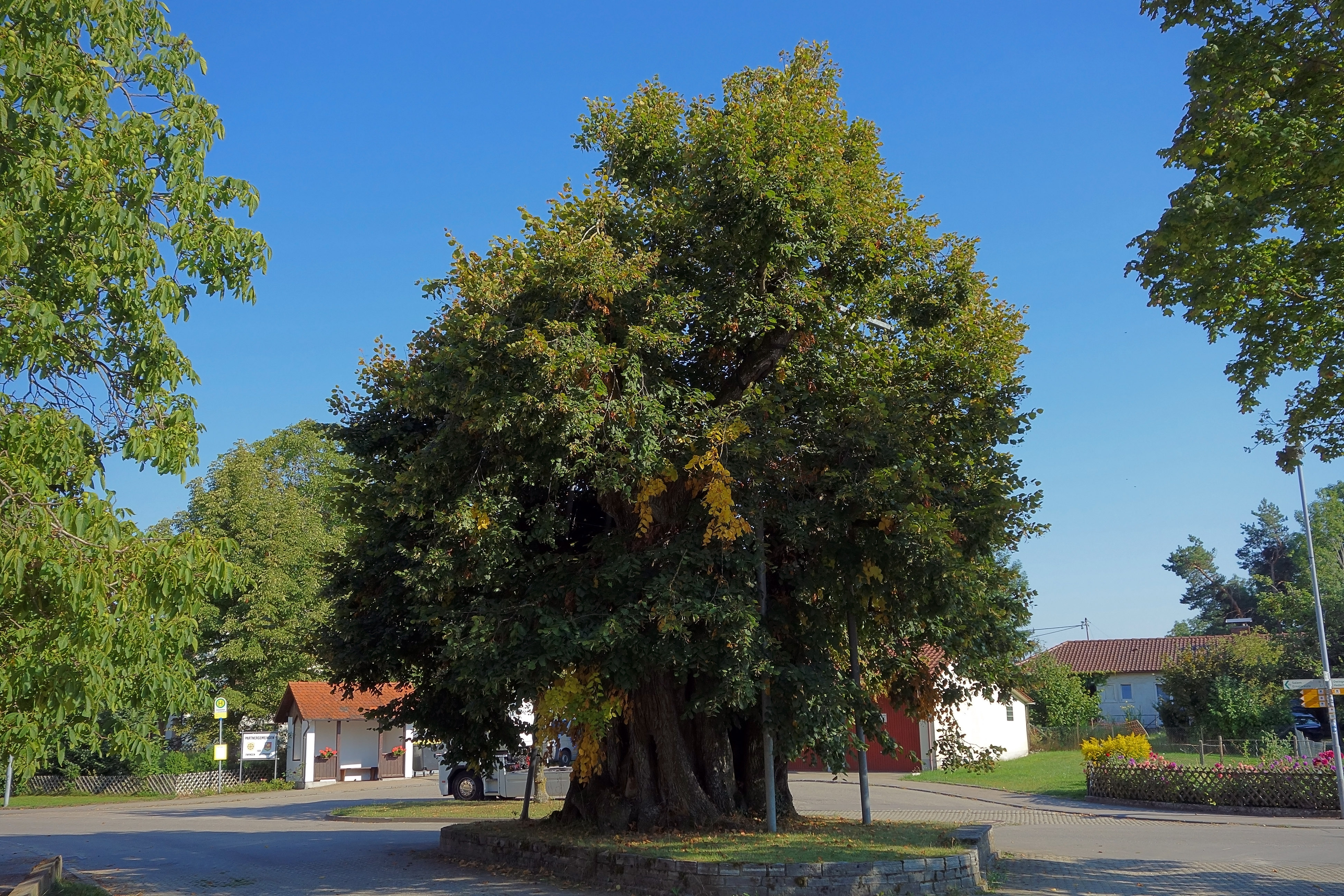
Linde von Norden aus

Im Jahr 1994 wurde die Linde erneut baumchirurgisch behandelt. In den Jahren 2001 und 2004 gab es weitere Gutachten, um die Standsicherheit zu prüfen und notwendige Maßnahmen einzuleiten. Diese Untersuchungen ergaben auch, dass sich der Befall mit dem Brandkrustenpilz stark ausgeweitet hatte. Im Jahre 2005 ging die Linde im Zuge der Verwaltungsreform vom Landratsamt in die Verantwortung der Stadt Überlingen über. Bei einer Sitzung im Juni 2010 über die Zukunft der Linde waren sich Ortsvorsteher Jörg Nesensohn und der Überlinger Revierförster und Baumexperte Rolf Geiger darin einig, dass die Linde wegen der Verkehrssicherungspflicht der Gemeinde im Herbst gefällt werden sollte. Auch Bürgermeister Henrik Wengert hielt es für zu riskant, den Baum mit seiner gewichtigen Krone auf marodem Stamm stehen zu lassen. Der Stamm sei völlig verfault, die Krone werde nur noch von der verbliebenen Rinde gehalten. Wenn man die Linde allerdings weiträumig absperren würde, könne sie eventuell stehen bleiben. Für eine Fällung hätte die Verwaltungsgemeinschaft die rechtlichen Voraussetzungen schaffen müssen. Da sich unmittelbar am Baum Wanderer und Spaziergänger ausruhten und dort Kinder spielten, hatte man sie schon einige Zeit zuvor mit einem Bauzaun provisorisch abgesperrt, damit niemand von herabstürzenden Ästen getroffen würde. Bei einer Befragung sprach sich die große Mehrheit der über 50 anwesenden Bürger dafür aus, den Baum zu beseitigen, lediglich drei stimmten für den Erhalt der Linde.

### Gutachten im Jahr 2010 und Sanierung

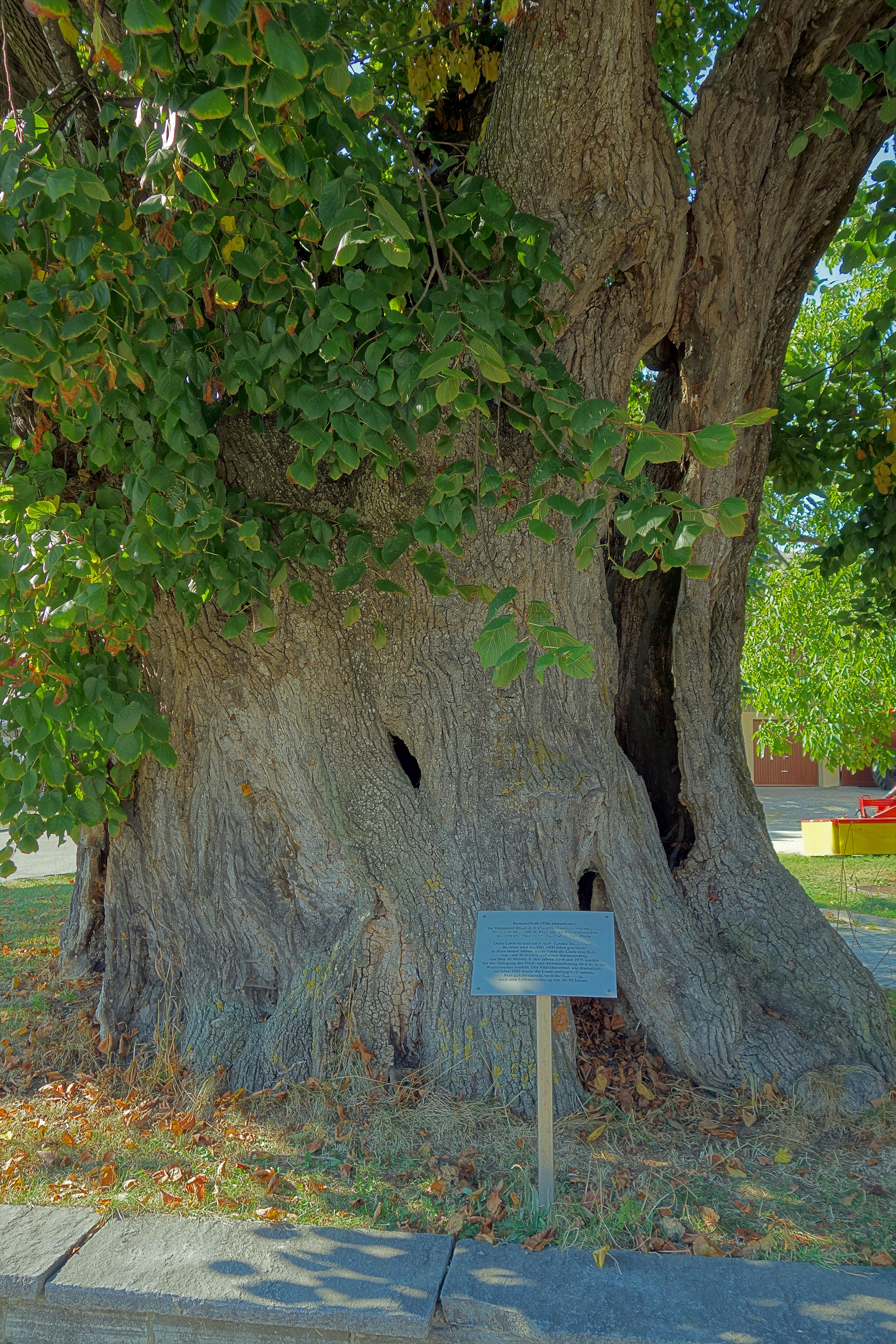
Stamm von Süden, mit Hinweistafel davor

Am 27. Juli 2010 berichtete Förster Geiger vom Revier Überlingen bei einer öffentlichen Gemeinderatssitzung über den Zustand der Linde. Er regte an, ein erneutes Gutachten darüber erstellen zu lassen, wie lange der Baum noch stehen könne. Es sollte bei der von drei Straßen umgebenen Ortslinde die notwendige Verkehrssicherheit und die Ästhetik berücksichtigen und auch die Kosten für den Erhalt nennen. Die Gemeinde gab daraufhin mit finanzieller Unterstützung der Unteren Naturschutzbehörde des Landkreises nochmals ein Gutachten beim Baumsachverständigen Marco Wäldchen in Auftrag. Dieser erstellte nach der zuvor erfolgten Besichtigung bis zum 14. November 2010 ein 13-seitiges Gutachten. Bei der Untersuchung wurden der Standort mit Baumumfeld, der Standraum, die Wurzelanläufe, der Stamm, die Starkverzweigungen und sämtliche Teile der Krone bis in die Feinverzweigung visuell überprüft. Der Schwerpunkt lag auf der Vitalität und den für die Verkehrssicherheit relevanten biomechanischen Aspekten. Die Gehölzvitalität wurde anhand des Schlüssels des Forstwissenschaftlers Andreas Roloff, der von Vs 0 (Baum ohne Schadensmerkmale) bis Vs 3 (Baum absterbend) reicht, mit Vs 1–2 eingestuft, was bedeutet, dass sich die Linde im Übergangsbereich von der Degenerationsphase (Vs 1=Baum geschwächt) zur Stagnationsphase (Vs2=Baum mit deutlichen Vitalitätsverlusten) befand.

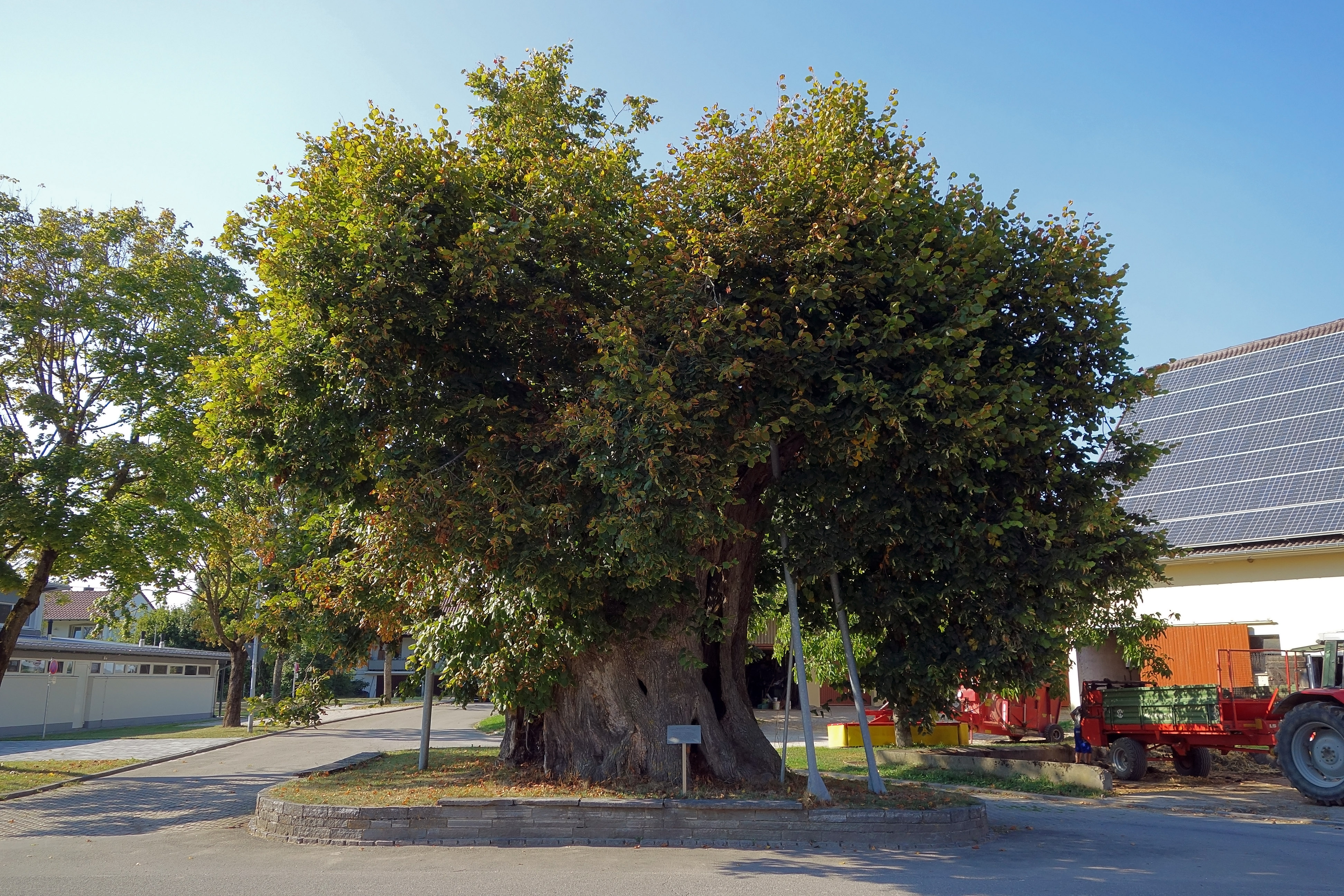
Linde von Süden aus

Aus dem Gutachten geht hervor, dass die Linde zwar noch zu retten war, jedoch nicht mehr verkehrssicher. Dies sollte schnellstmöglich abgestellt werden. Die Krone sollte zur mechanischen Entlastung bei Windlast stark zurückgeschnitten werden. Ein Rückschnitt von Neuaustrieben sollte dann alle sieben bis zehn Jahre wiederholt werden. Auch sollte das abgestorbene Stammsegment um 50 Prozent eingekürzt werden; die alten Gewindestangen, die die einzelnen Stammsegmente verbanden und die keinen Halt mehr gaben, sollten entfernt werden. Nach dem Rückschnitt müssten alle Schlaufen, die in der Krone zur Stabilisierung der Äste eingebaut sind, daraufhin kontrolliert werden, ob sie nachzustellen sind. Die Stadt Überlingen teilte der Gemeinde aufgrund des Gutachtens mit, dass keine Ausnahmegenehmigung zur Fällung des eingetragenen Naturdenkmals erteilt werden könne. Die Linde sollte in einem Turnus von neun Monaten einer Kontrolle unterzogen werden. Die Pflegemaßnahmen wurden durchgeführt, den Grünschnitt übernahm der gemeindliche Bauhof. Nach der Sanierung wurde der Bauzaun um die Linde entfernt.

## Beschreibung

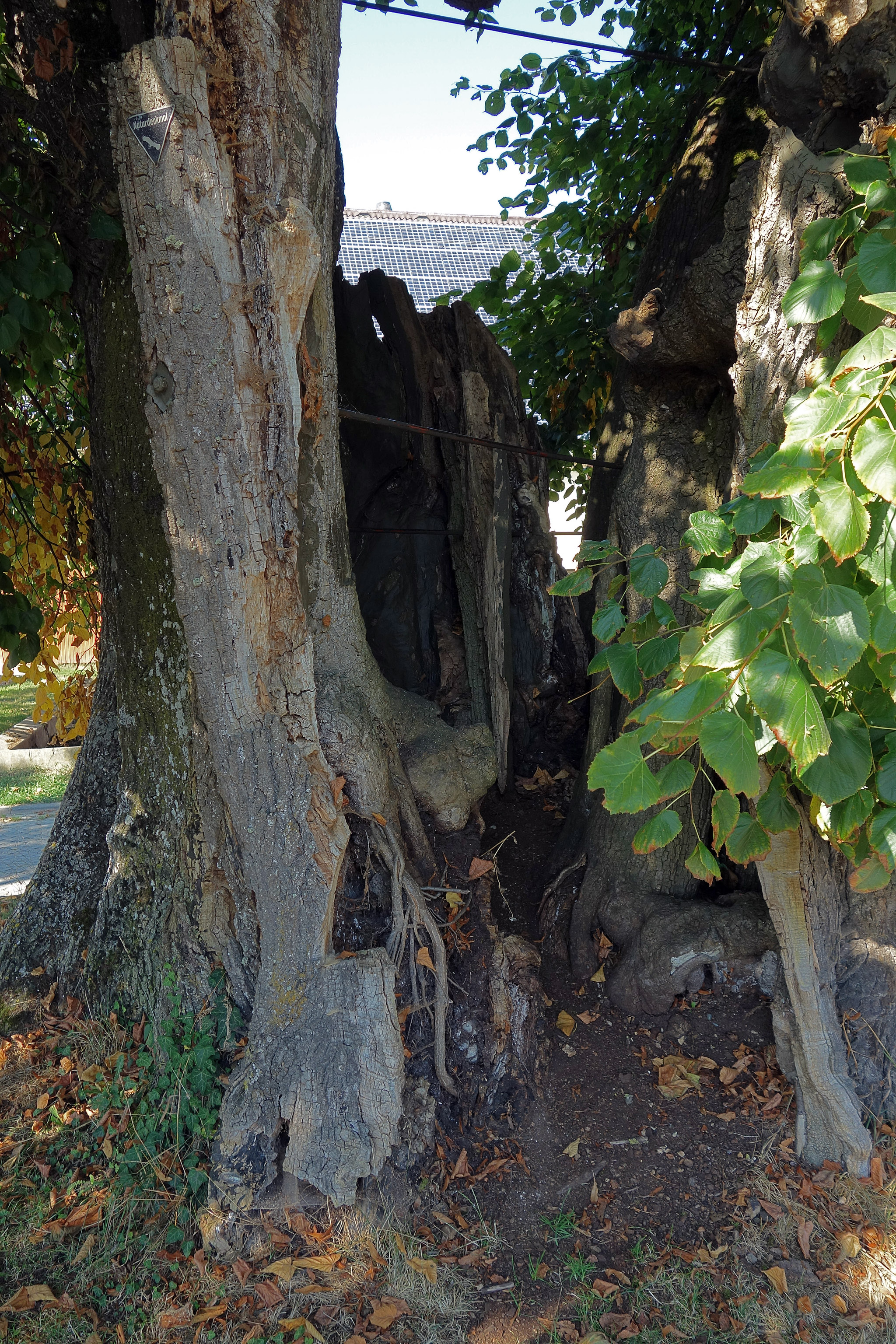
Geöffneter Stamm

Die Linde steht zwar im Ort, aber dort recht frei, so dass sie eine sehr große Stammdicke, überaus starke Äste und eine gewaltige Krone entwickeln konnte. Der Stamm ist völlig hohl und hat nach Südwesten zu eine große Öffnung, auf dieser Seite fehlt das Holz fast ganz. In etwa fünf Meter Höhe geht der Stamm abrupt in die heutige kleine Krone über. Die Linde hat bei verschiedenen Pflegemaßnahmen in den letzten 30 Jahren durch Einkürzung mehr und mehr an Kronenvolumen und Höhe verloren. Die verbliebenen Äste sind an einer Konstruktion aus Stahlrohren und Querstreben aufgehängt. Derzeit (2014) ist die Linde noch 11 Meter hoch und nur mehr wenige Äste bilden die kugelförmige Krone.
Anfang des 20. Jahrhunderts war die Linde auf dem Höhepunkt ihrer Wuchskraft. Der Stamm mit einem Umfang von über zehn Metern war zwar innen hohl, hatte aber nur an der Nordseite einen Spalt, der heute wieder verschlossen ist. Er war 3,8 Meter hoch und verzweigte sich in zwei nach oben strebende Teilstämme, die eine bis etwa 30 Meter hohe und beinahe vollständig erhaltene Krone bildeten.
Vor den ersten Pflegemaßnahmen nach dem Zweiten Weltkrieg war die Krone so groß, dass man drei Heuwagen unter die Linde stellen konnte, ohne dass das Heu nass geworden wäre. Noch aus den 1960er Jahren wird berichtet, dass die Hohenbodmaner Landwirte ihre Heufahrzeuge mit den Zugtieren oder Zugmaschinen zum Schutz vor dem Regen dort unterstellten.

## Stammumfang
Die folgende Tabelle nennt die in den konsultierten Quellen genannten Werte für den Stammumfang der Linde. Exakte und vergleichbare Messungen sind schon wegen der ovalen Form des Stammes, der Einbuchtungen und Fehlstellen schwierig. In den letzten 150 Jahren wurde die Größe mehrmals in wechselnder Höhe gemessen, oft bleibt unklar, in welcher.
| Jahr | Umfang in m | Messhöhe in cm | Quelle                                                                  | Bemerkung                                                                         |
| ---- | ----------- | -------------- | ----------------------------------------------------------------------- | --------------------------------------------------------------------------------- |
| 1859 | 9,17        | ?              | Jahreshefte des Vereins für Vaterländische Naturkunde                   | Umfang mit der Kreisformel aus den 10 Württemberger Fuß Durchmesser in der Quelle |
| 1908 | 9,40        | ?              | Ludwig Klein, Bemerkenswerte Bäume im Grossherzogtum Baden              |                                                                                   |
| 1922 | 9,4         | ?              | Friedrich Oltmanns, Das Pflanzenleben des Schwarzwaldes                 |                                                                                   |
| 1924 | 9,50        | ?              | H. von Bronsart, Die heimische Pflanzenwelt                             |                                                                                   |
| 1966 | 10,2        | 100            | Badische Heimat                                                         |                                                                                   |
| 1966 | 10,1        | 200            | Badische Heimat                                                         |                                                                                   |
| 1978 | 10          | ?              | Wolf Hockenjos, Begegnung mit Bäumen                                    |                                                                                   |
| 1981 | 10,10       | 130            | Hartwig Goerss, Unsere Baumveteranen                                    |                                                                                   |
| 1988 | 10,15       | 100            | Bernd Ullrich, Stefan Kühn, Uwe Kühn, Unsere 500 ältesten Bäume         | Quelle stützt sich auf das Deutsche Baumarchiv                                    |
| 1995 | 10,10       | 130            | Hans Joachim Fröhlich, Wege zu alten Bäumen                             |                                                                                   |
| 2007 | 10,2        | ?              | Michel Brunner, Bedeutende Linden                                       |                                                                                   |
| 1998 | 9,87        | Taille         | Bernd Ullrich, Stefan Kühn, Uwe Kühn, Unsere 500 ältesten Bäume         | Quelle stützt sich auf das Deutsche Baumarchiv                                    |
| 2005 | 10,10       | 130            | Anette Lenzing, Gerichtslinden und Thingplätze in Deutschland           |                                                                                   |
| 2013 | 9,87        | ?              | Deutsche Dendrologische Gesellschaft (DDG), Datenbank der Championtrees |                                                                                   |

1. ↑  
Der Württemberger Fuß maß, in heutiger Einheit, 291,8279 mm.
2. ↑  
Wolf Hockenjos ist Fotograf und Buchautor.
3. 1 2 3  
Sogenannter Brusthöhendurchmesser (BHD).
4. ↑  
Hartwig Goerss ist Forstmann.
5. ↑  
Hans Joachim Fröhlich ist Forstwissenschaftler.
6. ↑  
Michel Brunner ist Fotograf, Buchautor und Gründer von pro arbore, einer Inventarisierung von alten und kuriosen Bäumen der Schweiz.
7. ↑  
Engste Stelle am noch unverzweigten Stamm.
8. ↑  
Anette Lenzing ist Landschaftsarchitektin und Buchautorin.

### Alter

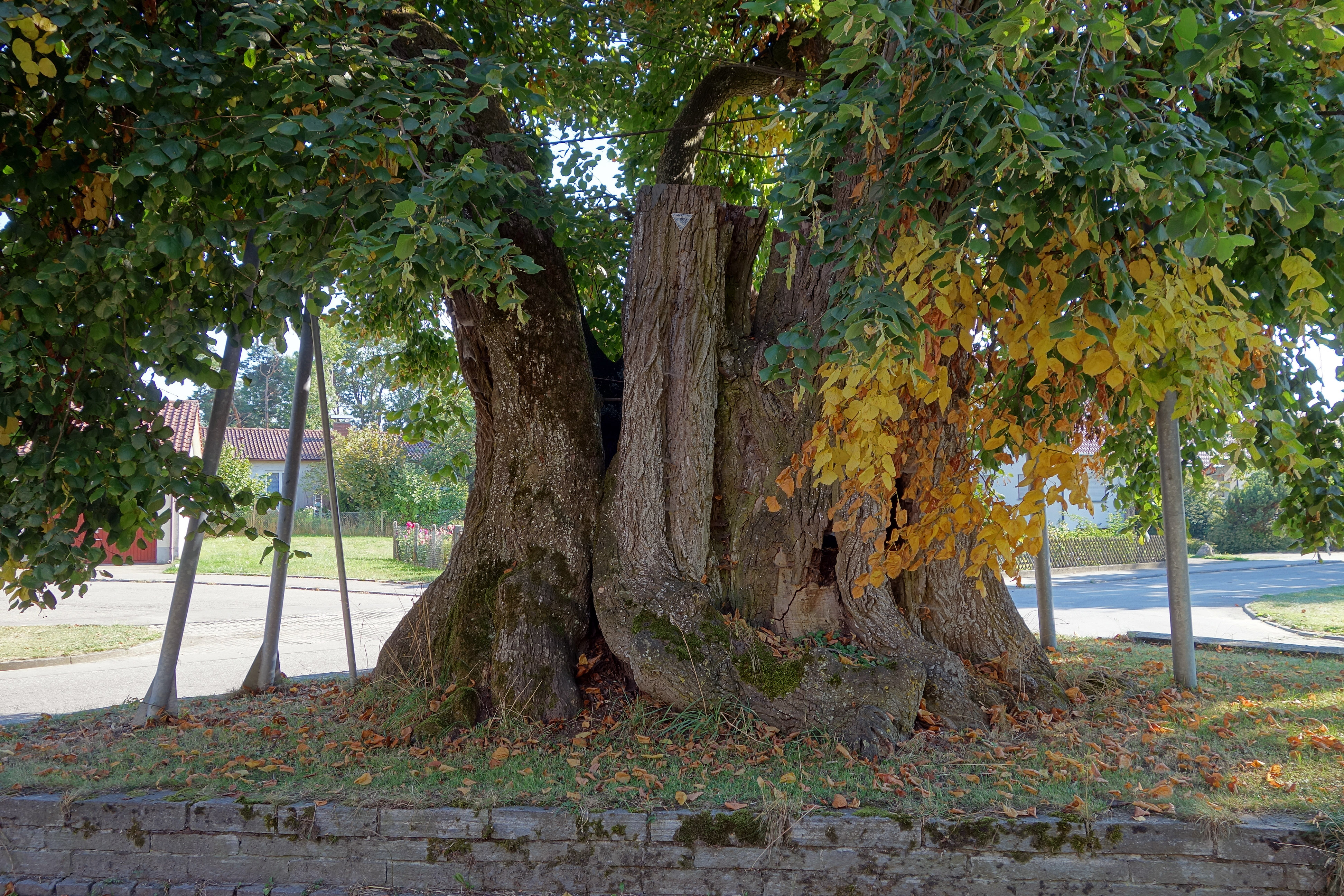
Stamm mit Stahlrohrstützen

Das Alter der Linde kann nur annähernd bestimmt werden. Eine Jahresringzählung – beispielsweise mit Hilfe einer Bohrkernentnahme oder durch eine Bohrwiderstandsmessung mittels Resistograph – ist nicht möglich, weil das älteste Holz im Zentrum des Stammes fehlt. Aus dem gleichen Grund ist auch eine Altersbestimmung über den Gehalt an radioaktivem Kohlenstoff (Radiokohlenstoffdatierung, auch 14C-Datierung genannt) nicht durchführbar. In der aktuellen Literatur gibt es unterschiedliche Angaben, die von 400 bis zu 1000 Jahren reichen.
Der Forstmann Hartwig Goerss schätzte im Jahr 1981 das Alter der Linde auf 1000 Jahre. Der Baumsachverständige Michael Maurer gab in seinem Gutachten im Jahr 1982 ein Alter von 800 Jahren und Anette Lenzing im Jahr 2005 von 1000 Jahren an. Das Deutsche Baumarchiv, dessen Altersangaben auf dem Stammumfang und einem jährlichen durchschnittlichen Umfangszuwachs der entsprechenden Art beruhen, schätzte das Alter der Linde im Jahr 2012 auf 450 bis 600 Jahre. Hans Joachim Fröhlich nahm 1995 ein Alter von etwa 800 bis 1000 Jahren an. Der Forstwirt Mathias Schuhmacher schätzte im Jahr 1991 das Alter auf 400 bis 500 und Michel Brunner im Jahr 2007 auf 500 Jahre.

### Inschriftentafel
Eine Metalltafel bei der Linde trägt die folgende Inschrift:
Sommerlinde (Tillia platyphyllos)

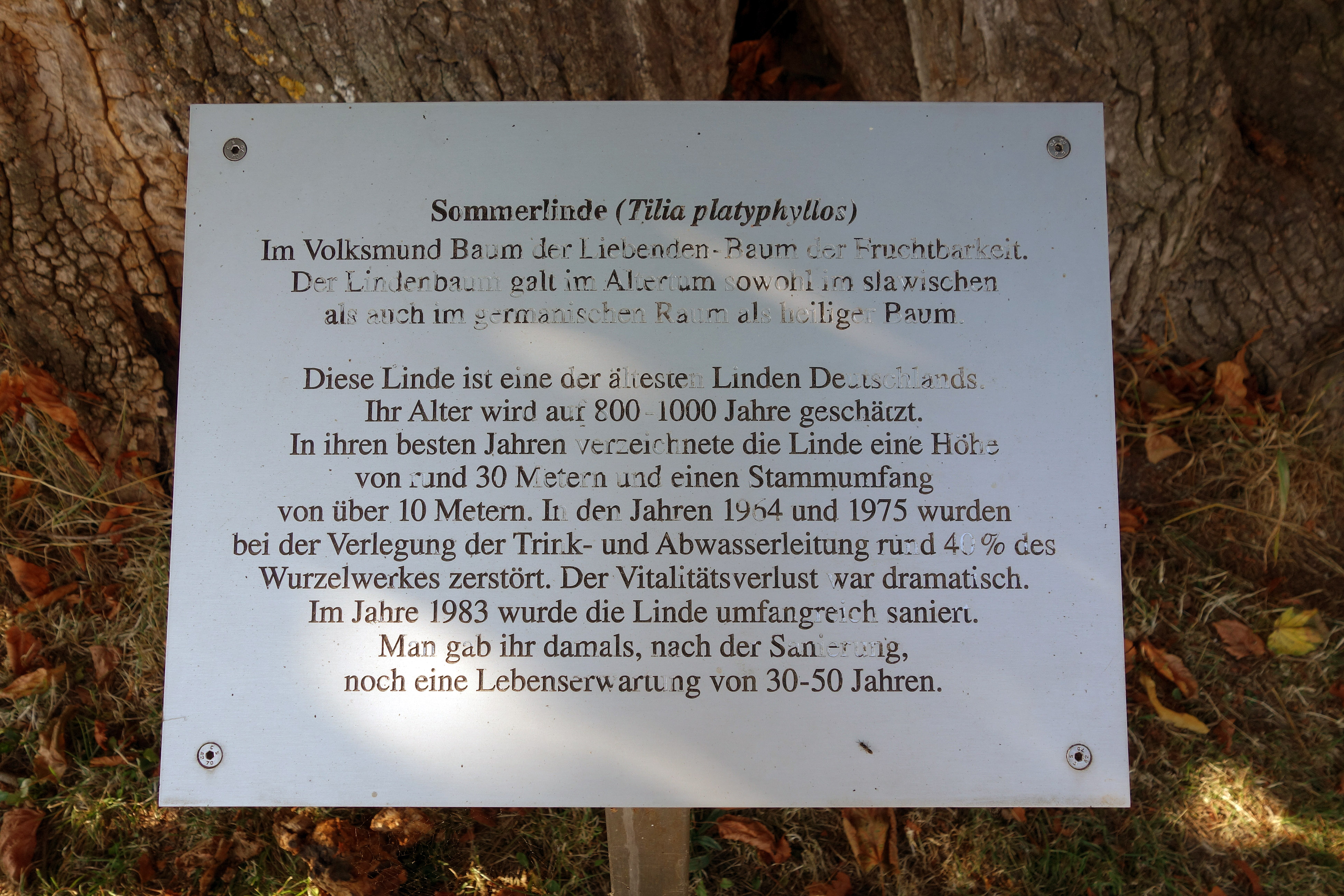
Inschriftentafel

Im Volksmund Baum der Liebenden – Baum der Fruchtbarkeit.

Der Lindenbaum galt im Altertum sowohl im slawischen

als auch im germanischen Raum als heiliger Baum.

Diese Linde ist eine der ältesten Linden Deutschlands.

Ihr Alter wird auf 800–1000 Jahre geschätzt.

In ihren besten Jahren verzeichnete die Linde eine Höhe

von rund 30 Metern und einen Stammumfang

von über 10 Metern. In den Jahren 1964 und 1975 wurden

bei der Verlegung der Trink- und Abwasserleitung rund 40 % des

Wurzelwerkes zerstört. Der Vitalitätsverlust war dramatisch.

Im Jahre 1983 wurde die Linde umfangreich saniert.

Man gab ihr damals, nach der Sanierung,

noch eine Lebenserwartung von 30–50 Jahren.